# Спиридонова, Наталья Владимировна
Наталья Владимировна Спиридонова (род. 31 июля 2002 года, Псков) — российская легкоатлетка, специализирующаяся в прыжках в высоту. Чемпионка России в помещении 2023 года.

## Биография
Родилась 31 июля 2002 года в Пскове. Учится в Великолукской государственной академии физической культуры.
В 2017 году начала участвовать в крупных национальных соревнованиях. В 2018 году получила звание «Мастер спорта России».
С 2019 года участвует в международных соревнованиях под нейтральным флагом. В 2019 и 2021 годах была призёром чемпионатов Европы среди юниоров.
В 2021 году победила на чемпионате мира среди юниоров.
В августе 2022 года стала серебряным призёром чемпионата России.
В марте 2023 года победила на чемпионате России в помещении с результатом 1,94 м.
В феврале 2024 года победила на чемпионате России в помещении с результатом 2,00 м

## Основные результаты

### Международные
| Год  | Соревнования                   | Место проведения | Место | Результат |
| ---- | ------------------------------ | ---------------- | ----- | --------- |
| 2019 | Чемпионат Европы среди юниоров | Бурос, Швеция    | 3     | 1,87 м    |
| 2021 | Чемпионат Европы среди юниоров | Таллин, Эстония  | 2     | 1,86 м    |
| 2021 | Чемпионат мира среди юниоров   | Найроби, Кения   | 1     | 1,91 м    |

### Национальные
| Год  | Соревнования                 | Место проведения | Место | Результат |
| ---- | ---------------------------- | ---------------- | ----- | --------- |
| 2020 | Чемпионат России             | Челябинск        | 8     | 1,82 м    |
| 2022 | Чемпионат России в помещении | Москва           | 6     | 1,88 м    |
| 2022 | Чемпионат России             | Чебоксары        | 2     | 1,91 м    |
| 2023 | Чемпионат России в помещении | Москва           | 1     | 1,94 м    |
| 2023 | Чемпионат России             | Челябинск        | 3     | 1,89 м    |